# マリアーノ・ゴンサルボ
マリアーノ・ゴンサルボ・ファルコン（Mariano Gonzalvo Falcón、1922年6月22日 - 2007年4月7日）は、スペイン・カタルーニャ州ムリェード・ダル・バリェース出身の元同国代表サッカー選手。現役時代のポジションはMF。ゴンサルボ3世（Gonzalvo III）とも呼ばれた。

## 経歴
1940年7月にFCバルセロナへ加入し、レアル・サラゴサへのレンタル移籍を経て、1945-46シーズンからレギュラーに定着した。1951-52シーズンから1954-55シーズンまではチームのキャプテンを務め、バルセロナでは公式戦通算331試合56得点に加えて13個ものタイトルを獲得した。また、スペイン代表では16キャップを記録し、1950 FIFAワールドカップにも出場した。
1956-57シーズンにCDコンダルで現役引退後は、古巣FCバルセロナの試合をほぼ全て観戦する熱狂的なサポーターとしてクラブと関係を保っていたが、2007年4月7日に死去。享年84歳。

## 人物
長兄フリオそして次兄ホセはいずれもFCバルセロナでプレーしたプロサッカー選手である。

## タイトル

### クラブ
FCバルセロナ
- プリメーラ・ディビシオン : 5回 (1944-45, 1947-48, 1948-49, 1951-52, 1952-53)
- コパ・デル・レイ : 3回 (1950-51, 1951-52, 1952-53)
- ラテン・カップ : 2回 (1948-49, 1951-52)
- コパ・エバ・ドゥアルテ : 3回 (1948-49, 1952-53, 1953-54)